# Cottus pitensis
Cottus pitensis és una espècie de peix pertanyent a la família dels còtids.

## Descripció
- Fa 13 cm de llargària màxima (normalment, en fa 7).[4][5][6]

## Hàbitat
És un peix d'aigua dolça, demersal i de clima temperat (42°N-39°N).

## Distribució geogràfica
Es troba a Nord-amèrica: conca del riu Sacramento a Oregon i Califòrnia (els Estats Units).

## Longevitat
La seua esperança de vida és de 5 anys.

## Observacions
És inofensiu per als humans.